# Oliver Stone
William Oliver Stone, ameriški režiser, producent in scenarist, * 15. september 1946, New York, ZDA.
Stone je kot scenarist filma Polnočni ekspres (1978) prejel oskarja za najboljši adaptirani scenarij in napisal prenovo gangsterskega filma Scarface (1983). Stone se je uveljavil kot pisatelj in režiser vojne drame Vod smrti (1986), ki je prejela oskarja za najboljšo režijo in najboljši film. Vod smrti je bil prvi v trilogiji filmov o vietnamski vojni, v kateri je Stone služil kot pehotni vojak. Serijo je nadaljeval s filmoma Rojen 4. julija (1989) – za katerega je Stone dobil drugega oskarja za najboljšo režijo – in Nebo in zemlja (1993). Druga Stoneova dela vključujejo dramo Salvador (1986); finančno dramo Wall Street (1987) in njeno nadaljevanje Denar nikoli ne spi (2010);  biografski film Jima Morrisona Vrata (1991); satirično črnokomedijski kriminalni film Rojena morilca (1994); trilogija filmov po ameriškem predsedstvu: JFK (1991), Nixon (1995), World Trade Center (2006), W. (2008) in Snowden (2016).
Številni Stoneovi filmi se osredotočajo na kontroverzna ameriška politična vprašanja v poznem 20. stoletju in so bili kot taki v času izidov sporni. Pogosto kombinirajo različne formate kamer in filmov znotraj ene scene, kot je prikazano v filmih JFK (1991), Rojena morilca (1994) in Nixon (1995).
Tako kot njegova vsebina je tudi Stone postal kontroverzna osebnost v ameriškem filmskem ustvarjanju, pri čemer ga kritiki obtožujejo, da spodbuja teorije zarote in v svojih delih napačno predstavlja resnične dogodke in številke.   